# Newtonsaurus

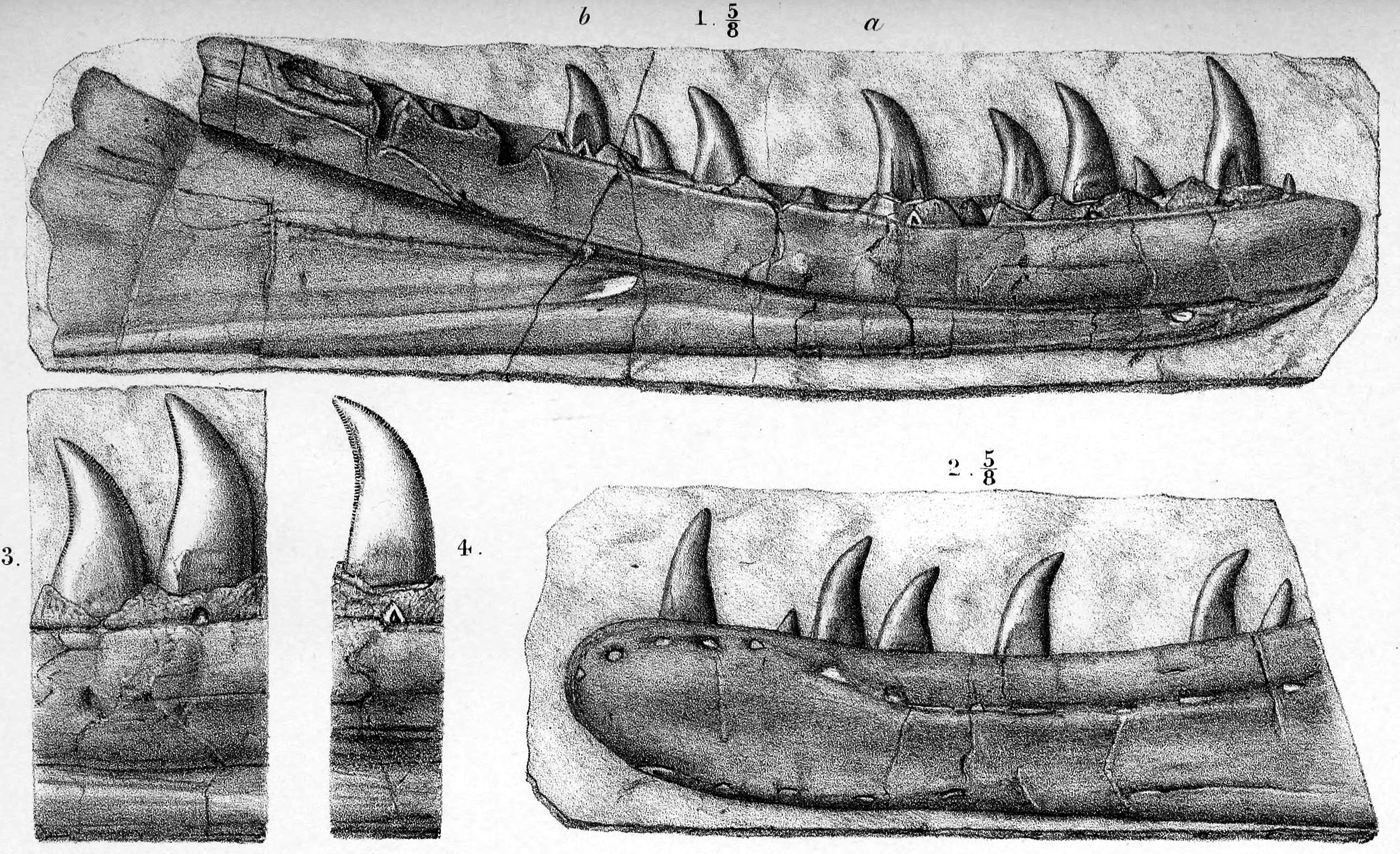
část čelisti

"Newtonsaurus" je neoficiální rodové jméno dosud nepopsaného teropodního dinosaura, který žil v období svrchního triasu na území dnešní Velké Británie. Typový druh je "N. cambrensis", původně pak Zanclodon cambrensis, obvykle však býval řazen do rodu Megalosaurus. Materiál je založen na odlitku čelistní kosti z Walesu, pocházející z období rétu na hranici triasu a jury (stáří kolem 201 milionů let). Tento dravý dinosaurus tedy představoval jednoho z mála druhů, známých z tohoto časového úseku existence dinosaurů. Dnes se toto rodové jméno prakticky nepoužívá a je považováno za nomen nudum.